# Ротсей
Ро́тсей (англ. Rothesay, гэльск. Baile Bhòid) — город в Шотландии.
Город Ротсей находится на острове Бьют, у западного побережья Шотландии, в округе Аргайл и Бьют. Численность его населения составляет 4 850 человек (на 2009 год). В центре города находятся руины замка Ротсей Касл (англ.), построенного в XIII столетии, стены которого имели необычную для Шотландии круглую форму.
В средневековой Шотландии титул герцог Ротсей носил наследник престола — начиная со времён короля Роберта III, подолгу жившего в Ротсей Касле и впервые пожаловавшего этот титул своему сыну Дэвиду в 1398 году. Титул был сохранён для наследников шотландской короны и после объединения Англии и Шотландии в 1606 году и приблизительно соответствует английскому титулу герцог Корнуольский.

## Известные люди
- Джон Колум Крайтон-Стюарт, граф Дамфризский (позже — 7-й маркиз Бьют), успешно выступавший в международных автоспортивных соревнованиях под именем Джонни Дамфриз.

## Галерея

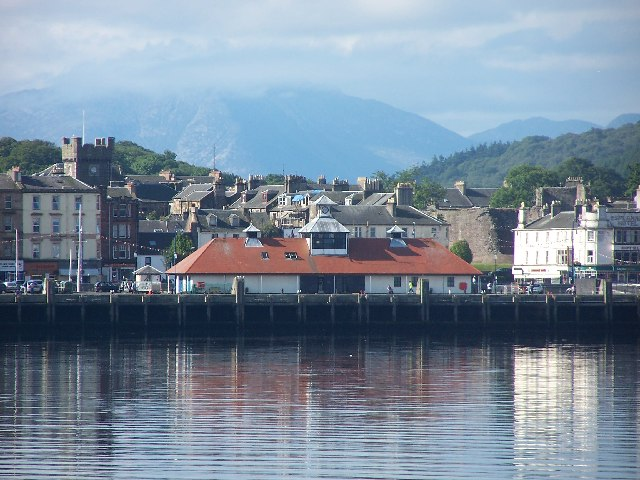
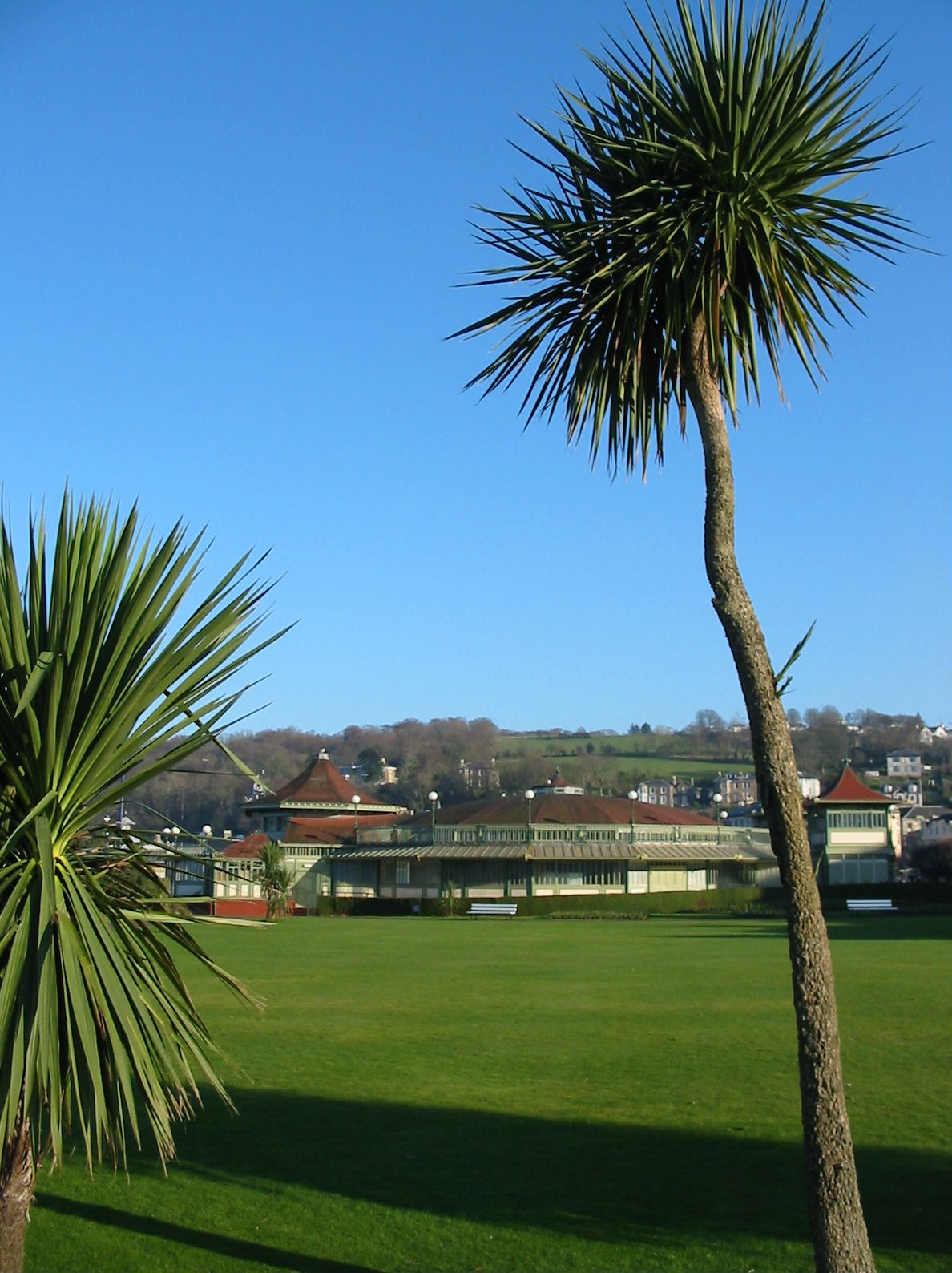